# Кубок Уругваю з футболу 2024
Кубок Уругваю з футболу 2024 — 3-й розіграш кубкового футбольного турніру в Уругваї. Титул втретє поспіль здобув Дефенсор Спортінг.

## Календар
| Раунд                   | Дата                         | Матчі | Клуби   |
| ----------------------- | ---------------------------- | ----- | ------- |
| Перший попередній раунд | 10-11 серпня 2024            | 17    | 58 → 41 |
| Другий попередній раунд | 15-18 серпня 2024            | 9     | 41 → 32 |
| 1/16 фіналу             | 10 вересня - 11 жовтня 2024  | 16    | 32 → 16 |
| 1/8 фіналу              | 10-26 жовтня 2024            | 8     | 16 → 8  |
| 1/4 фіналу              | 29 жовтня - 1 листопада 2024 | 4     | 8 → 4   |
| 1/2 фіналу              | 22-23 листопада 2024         | 4     | 4 → 2   |
| Фінал                   | 7 грудня 2024                | 1     | 2 → 1   |

## 1/8 фіналу
| Команда 1                 | Рахунок      | Команда 2           |
| ------------------------- | ------------ | ------------------- |
| 10 жовтня 2024            |              |                     |
| Пласа Колонія (2)         | 1:0          | Піріаполіс (5)      |
| 11 жовтня 2024            |              |                     |
| 18 липня (5)              | 3:2          | Рінкон (4)          |
| 23 жовтня 2024            |              |                     |
| Ферро Карріль (5)         | 1:1 пен. 4:3 | Мело Вондерерс (5)  |
| Хувентуд Лас-П'єдрас (2)  | 0:2          | Альбіон (2)         |
| Вілья Еспаньйола (3)      | 0:2          | Бостон Рівер        |
| 24 жовтня 2024            |              |                     |
| Дефенсор Спортінг         | 1:0          | Расінг (Монтевідео) |
| 25 жовтня 2024            |              |                     |
| Насьйональ (Монтевідео)   | 4:0          | Дурасно (3)         |
| 26 жовтня 2024            |              |                     |
| Монтевідео Сіті Торке (2) | 5:1          | Ріо Негро (5)       |

## 1/4 фіналу
| Команда 1                 | Рахунок | Команда 2         |
| ------------------------- | ------- | ----------------- |
| 29 жовтня 2024            |         |                   |
| Альбіон (2)               | 0:2     | Бостон Рівер      |
| Монтевідео Сіті Торке (2) | 4:0     | 18 липня (5)      |
| 30 жовтня 2024            |         |                   |
| Насьйональ (Монтевідео)   | 4:0     | Пласа Колонія (2) |
| 1 листопада 2024          |         |                   |
| Дефенсор Спортінг         | 6:0     | Ферро Карріль (5) |

## 1/2 фіналу
| Команда 1               | Рахунок | Команда 2                 |
| ----------------------- | ------- | ------------------------- |
| 22 листопада 2024       |         |                           |
| Бостон Рівер            | 0:1     | Дефенсор Спортінг         |
| 30 жовтня 2024          |         |                           |
| Насьйональ (Монтевідео) | 4:0     | Монтевідео Сіті Торке (2) |

## Фінал
| 7 грудня 2024 01:30 (EEST) |

| Насьйональ                              | 2:2      | Дефенсор Спортінг                               |
| --------------------------------------- | -------- | ----------------------------------------------- |
| Ерасо 52' Лопес 71'                     | Протокол | Спінеллі 49', 90+10' (пен.)                     |
|                                         | Пенальті |                                                 |
| - Кастро - Галеано - Лопес - Бентанкурт | 1:3      | - Сорія - де лос Сантос - Альварес - Біскайсаку |

| Сентенаріо, Монтевідео Глядачів: 20 000 Арбітр: Ерман Ерас |